# Station Mézidon
Station Mézidon is een spoorwegstation bij Mézidon-Canon in de Franse gemeente Mézidon Vallée d'Auge. Het wordt bediend door treinen van het netwerk Nomad Train op de trajecten: Caen– Tours, Caen – Rouen en Caen –Évreux.